# آندروی

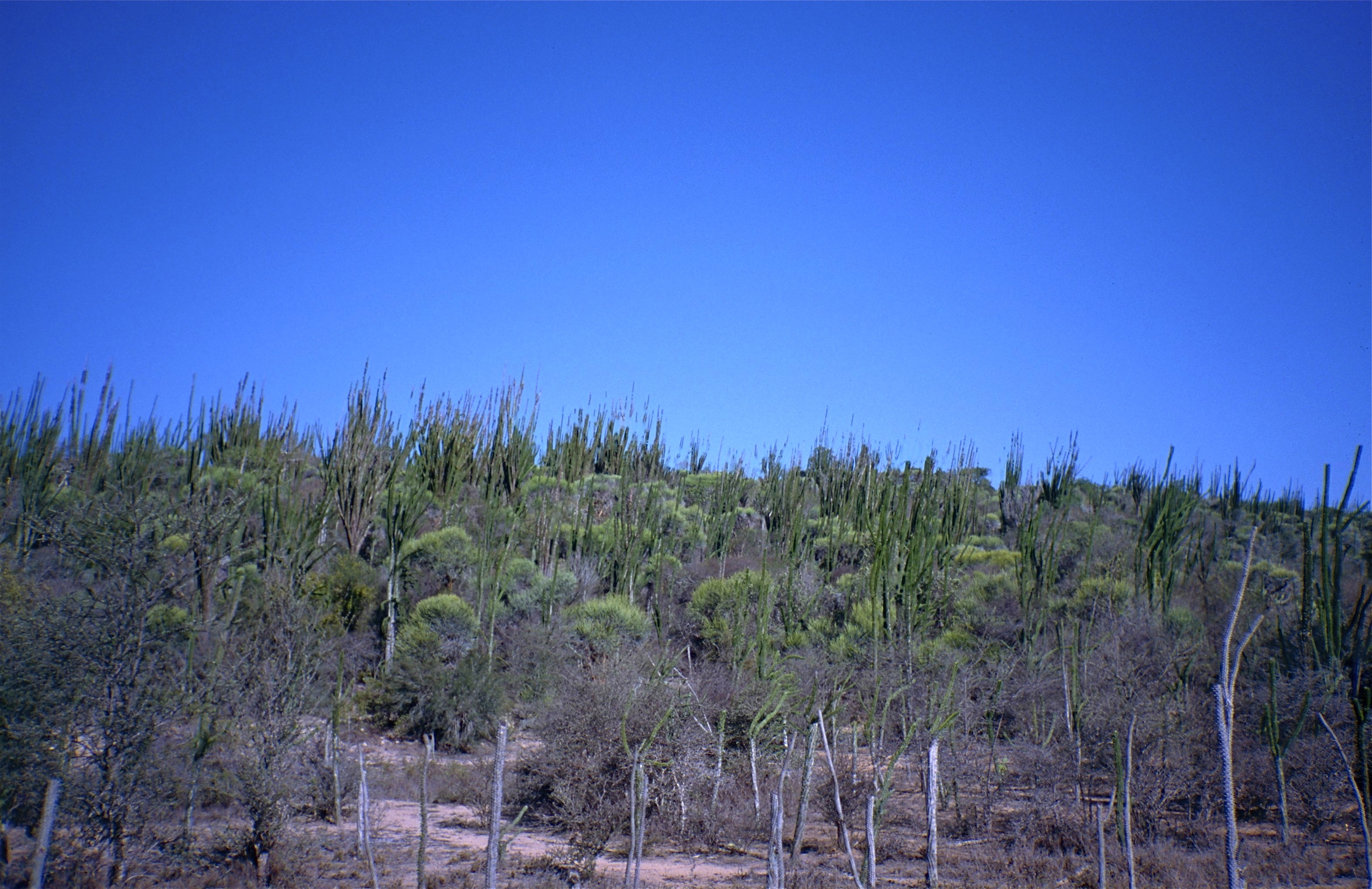
مناظر آندروی

آندروی (Androy) یکی از ۲۲ منطقه کشور ماداگاسکار است.

## ناحیه ها
منطقه آندروی از ۴ ناحیه تشکیل شده است:
- آمبوومبه-آندروی (Ambovombe-Androy)
- بکیلی (Bekily)
- بلوها (Beloha)
- تسیهومبه (Tsihombe)